# Pandrosion
Pandrosion d'Alexandrie (en grec : Πανδρόσιον / Pandrósion) est une mathématicienne à Alexandrie au IVe siècle après J.-C. Pappus d'Alexandrie en parle dans sa Collection mathématique. Pandrosion est célèbre pour avoir développé une méthode approximative pour doubler le cube.
Bien qu'il y ait un désaccord sur le sujet, de nombreux chercheurs actuels pensent que Pandrosion était une femme. Si c'est le cas, c'est une mathématicienne plus ancienne qu'Hypatie.

## Sources
Les seules sources sur l'existence et les travaux de Pandrosion nous viennent du mathématicien Pappus d'Alexandrie, qui décrit les démonstrations de Pandrosion pour les critiquer,.

## Contributions
L'apport principal de Pandrosion est la méthode pour calculer des solutions numériquement précises mais approximatives au problème du doublement du cube, ou plus généralement au problème du calcul des racines cubiques. C'est une solution « géométrique récursive », et à trois dimensions plutôt qu'un travail dans le plan à deux dimensions. Pappus a critiqué ce travail comme manquant d'une véritable démonstration,,. Bien que Pappus n'affirme pas directement que la méthode est celle de Pandrosion, il l'inclut dans une section de sa Collection dédiée à la correction de ce qu'il perçoit comme des erreurs chez les étudiants de Pandrosion,.
Une autre méthode incluse dans la même section, et également attribuable indirectement à Pandrosion, est une méthode correcte et exacte pour construire la moyenne harmonique, de façon plus simple que la méthode utilisée par Pappus,.

## Sexe
Lorsque Friedrich Hultsch prépare sa traduction de 1878 à la Collection de Pappus du grec au latin, le manuscrit de la Collection qu'il utilise fait référence à Pandrosion en utilisant une forme d'adresse féminine. Hultsch a estimé que ce devait être une erreur et qualifie Pandrosion au masculin dans sa traduction ; de nombreux érudits ultérieurs le suivent dans ce sens.
Cependant, la traduction anglaise de 1988 de Pappus par Alexander Jones « soutient de manière convaincante » que la forme féminine originale n'est pas une erreur, et un travail universitaire plus récent estime aussi que Pandrosion était une femme,,,.

## Antériorité et lien avec Hypatie
Hypatie est souvent considérée comme la première femme à avoir contribué aux mathématiques, mais Pappus est mort avant la première date de naissance suggérée d'Hypatie. Pandrosion serait donc une mathématicienne féminine antérieure à Hypatie. Pappus a également décrit Pandrosion comme professeur de mathématiques, et bien que Pappus n'ait enregistré que des hommes parmi ses élèves, Edward J. Watts suggère qu'Hypatie a pu connaître Pandrosion, et l'a peut-être effectivement connue.

## Postérité
Le nom de Pandrosion est donné en février 2025 à (20996) Pandrosion, un astéroïde de la ceinture principale, découvert en 1986.